# Kuttel Daddeldu

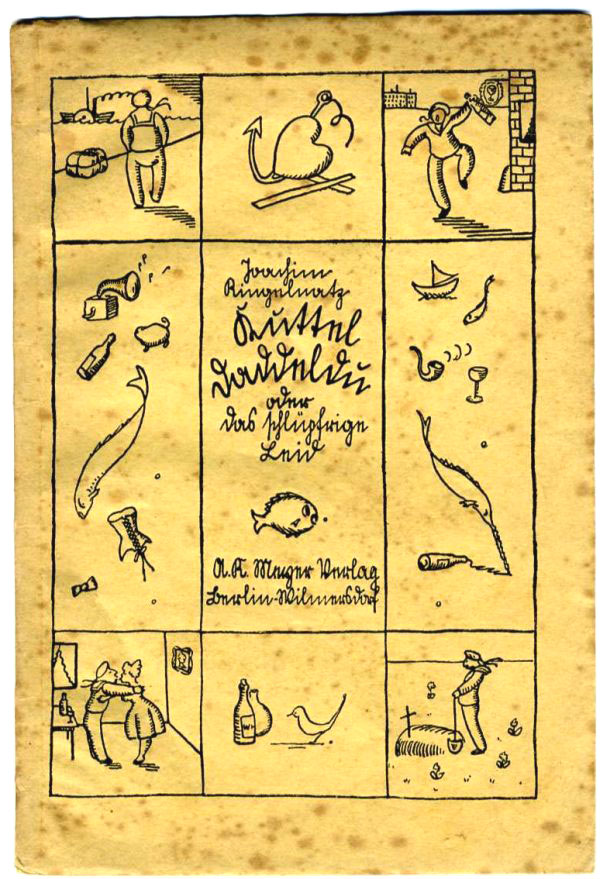
Portada de la edición de 1920

Kuttel Daddeldu es un personaje creado por el poeta Joachim Ringelnatz, que de vez en cuando, era Marinero . 

## Kuttel Daddeldu
Ringelnatz crea al rudo marinero Kuttel Daddeldu. Aparece por primera vez en su '''Poemas del Marinero Kuttel Daddeldu''' y es el personaje principal de su libro '''Das schlüpfrige Leid''' (el sufrimiento obsceno) publicado en 1920. En esta obra, aparece el viejo lobo marino Kuttel Daddeldu en algunos romances y baladas teñidos de humor negro, que en las décadas de 1920 y 1930, Ringelnatz representó en varios cabaret. 
Ringelnatz escribe en la década de 1920, más textos sobre él y tanto el personaje, como el propio Ringelnatz, se hicieron famosos. Sin embargo, esto cambió con las prohibiciones del periodo Nazi que impidieron seguir actuando a Ringelnatz. En 1934 muere en Berlín, enfermo y empobrecido. Con él muere también su Kuttel Daddeldu. - 

## La RDA Kuddeldaddeldu
En 1963, Hans Krause, autor de cabaret en Berlín y responsable del Cabaret Distel, rescata al viejo marinero a una nueva vida y dos años más tarde, lo lleva a la RDA, la antigua Alemania comunista.